# Ammomanopsis grayi
La alondra de Gray (Ammomanopsis grayi) es una especie de ave paseriforme de la familia Alaudidae que vive en el oeste del África austral. Es la única especie del género Ammomanopsis.

## Distribución y hábitat
Se encuentra en el oeste de Namibia y suroeste de Angola. Su hábitat natural son los desiertos de regiones costeras.

## Subespecies
Se reconocen las siguientes:
- A. g. hoeschi (Niethammer, 1955) — el noroeste de Namibia y el suroeste de Angola.
- A. g. grayi (Wahlberg, 1855) — el centro-oeste y el suroeste de Namibia.